# L'Astronomie
L'Astronomie es una revista de divulgación científica de astronomía, de frecuencia mensual publicada por la Société astronomique de France (SAF). Patrick Baradeau, presidente de SAF, es el director de publicaciones y el astrónomo Fabrice Mottez es el editor en jefe.

## Historia
L'Astronomie fue fundada por el astrónomo Camille Flammarion (1842 - 1925) con el objetivo de difundir los conocimientos científicos. El primer número fue publicado en 1883 y editado por Gauthier-Villars. La revista, no tardó en tener una gran tirada haciendo que en 1887, la SAF decidiera publicar sus boletines en dicha revista.
En el número de diciembre de 1894, Flammarion anunció mediante un escrito el fin de la publicación de la misma. Desde enero de 1895 hasta diciembre de 1910, la única publicación periódica de la SAF fue el Bulletin de la Société Astronomique de France, también fundado por Flammarion. A partir de enero de 1911 el Bulletin cambia su nombre a L'Astronomie, pero conservando la numeración.

## Distribución
La revista está disponible mediante suscripción tanto en Francia como a nivel internacional en formato impreso y digital. También se vende en quioscos de periódicos y puestos de revistas en Francia, Bélgica, Luxemburgo, Suiza y Marruecos. Las versiones electrónicas de L'Astronomie y Bulletin de la Société astronomique de France de 1882-1953 están disponibles en el sitio web de Gallica de la Bibliothèque nationale de France.